# Adamello
Adamello – szczyt w Alpi dell’Adamello e della Presanella. Leży w północnych Włoszech, w prowincji Brescia, w Lombardii.
Adamello jest znanym szczytem, jednym z najczęściej odwiedzanych dzięki wspaniałej panoramie ze szczytu oraz niezbyt wymagającym drogom wejściowym. 3 drogi uważane są za normalne: dwie z Lombardii (z północnego zachodu i od południa) oraz jedna z regionu Trydent-Górna Adyga (z północnego wschodu). Po drodze na szczyt trzeba pokonać lodowiec Ghiacciaio dell’Adamello.
Pierwszego wejścia 15 września 1864 r. dokonali Giovanni Caturani i Julius Payer.